# Oligarchia tebana

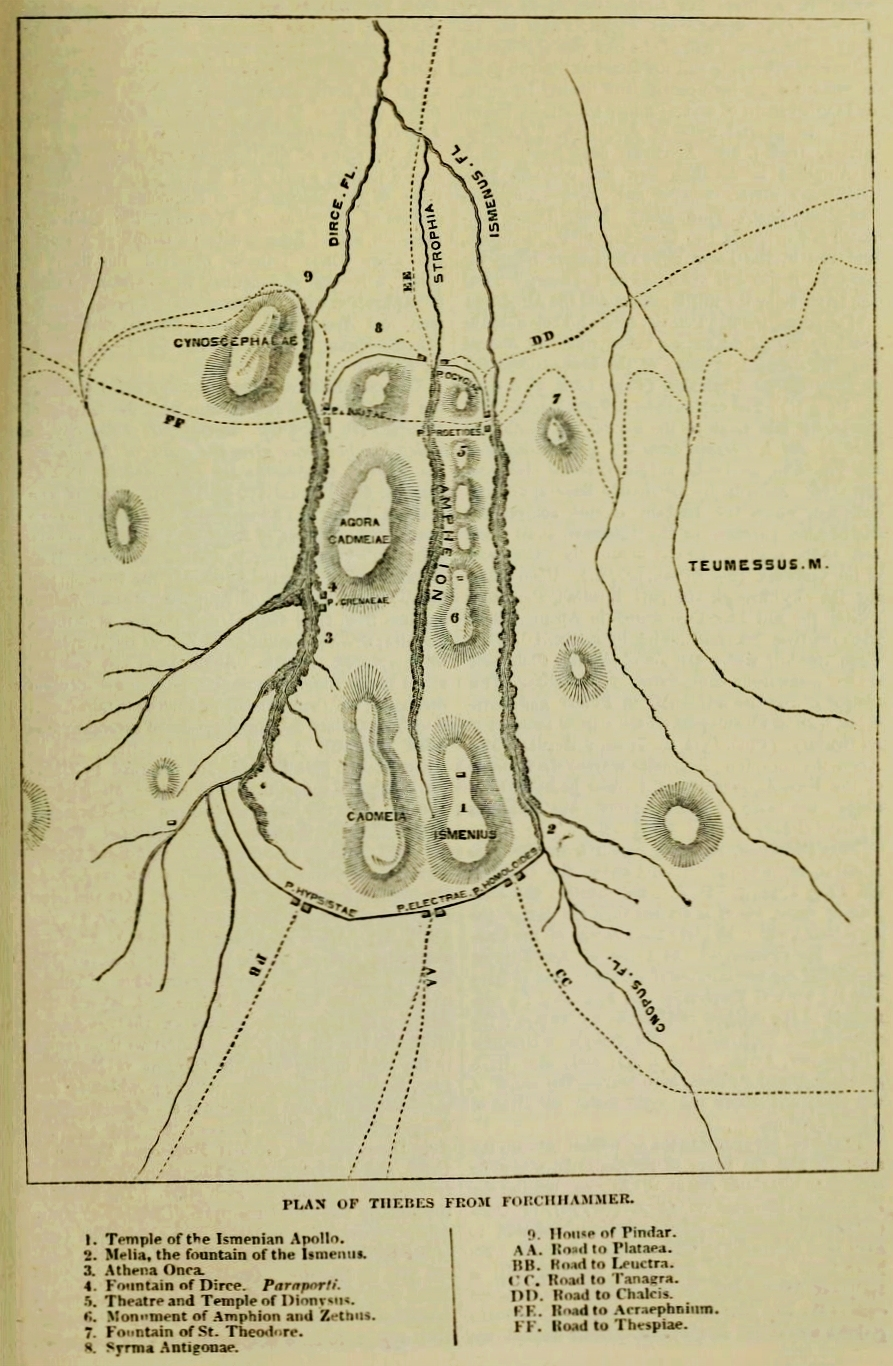
Mappa dell'antica Tebe.

L'Oligarchia tebana è il periodo tra il 382 a.C. ed il 379 a.C. in cui la polis di Tebe fu dominata da un governo tirannico filo-spartano e controllata militarmente da una guarnigione lacedemone che si era insediata nella Cadmea, la rocca della città. Tale governo fu rovesciato da Pelopida e da altri Tebani, che con un colpo di Stato restaurarono il sistema democratico tradizionale.

## Occupazione della Cadmea
L'oligarchia tebana fu instaurata con un'azione a sorpresa condotta del generale spartano Febida che, mentre transitava dalla Beozia col suo esercito per dirigersi verso Olinto (all'epoca Sparta era alleata con Tebe), si fece convincere da Leonziade, polemarco di Tebe insieme ad Ismenia, ad impadronirsi della Cadmea, la rocca della città.
Leonziade scelse il giorno adatto per il colpo di Stato: approfittò infatti della celebrazione delle Tesmoforie, una festa religiosa riservata alle donne che si svolgeva nella Cadmea, e della contemporanea convocazione dell'assemblea dei cittadini, alla quale partecipavano tutti gli uomini, che si svolgeva vicino alla piazza del mercato. Suggerì quindi a Febida di salire in quel momento sulla rocca coi suoi soldati ed occuparla a sorpresa. Mentre Febida si impadroniva senza colpo ferire della Cadmea, Leonziade faceva arrestare il collega Ismenia e nominava Archia al suo posto
Leonziade si recò poi a Sparta per annunciare personalmente ai Lacedemoni che la città era sotto il controllo dei loro soldati. Gli Spartani, all'epoca governati dai re Agesilao II ed Agesipoli I, da una parte destituirono Febida e lo condannarono ad una multa di centomila dracme per aver occupato la Cadmea senza alcuna autorizzazione, dall'altra mantennero nella rocca di Tebe la guarnigione spartana assicurandosene così il completo controllo. Inoltre, fecero mettere a morte Ismenia, che nel frattempo era stato condotto a Sparta come prigioniero.
Plutarco non manca di sottolineare l'assurdità della situazione, visto che da una parte gli Spartani condannavano l'autore di questa azione e dall'altra ne approvavano indirettamente l'operato mantenendo il controllo della rocca e, indirettamente, dell'intera città.
Secondo Senofonte Febida si lasciò convincere da Leonziade in questa impresa, mentre Diodoro suppone che il generale lacedemone obbedisse in realtà ad ordini segreti e ben precisi che gli erano stati impartiti dal governo spartano.

## Il regime oligarchico

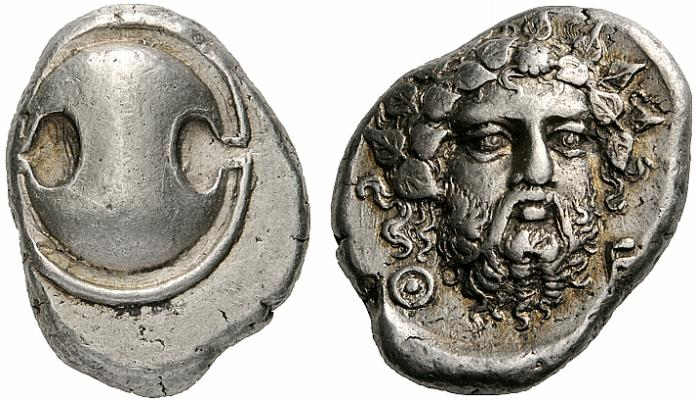
Statere d'argento coniato a Tebe nel 405-395 a.C. circa. Sul diritto, uno scudo beota; sul rovescio, il volto di Dioniso.

In conseguenza dell'occupazione della Cadmea, a Tebe si instaurò un regime oligarchico, guidato da Leonziade e da Archia, che nominalmente mantenevano la carica tradizionale di polemarchi, ma in realtà governavano la città come dei tiranni. Leonziade alternò poi la sua carica pubblica con Filippo, un altro politico di spicco della fazione oligarchica.
Tale regime era protetto e controllato dalla guarnigione spartana di stanza nella Cadmea, comandata dall'armosta Lisanorida, che era stato inviato da Sparta per sostituire Febida. I principali oppositori al regime filo-spartano, tra i quali Pelopida, Androclida e Ferenico, furono esiliati dalla città e trovarono rifugio nella vicina Atene. Epaminonda rimase invece in città perché i nuovi tiranni lo consideravano del tutto innocuo.
Leonziade, nonostante la schiacciante superiorità militare degli Spartani, che avrebbe in ogni caso reso molto difficile una restaurazione democratica, cercò di eliminare i suoi oppositori politici inviando ad Atene dei sicari per uccidere gli esuli che lì si erano recati. Androclida fu dunque assassinato, mentre Pelopida, Ferenico e gli altri scamparaono all'attentato.
Nel frattempo, a Tebe, Epaminonda e Caronte tramavano in segreto per iniziare ad organizzare il colpo di Stato, mentre Pelopida preparava i suoi compagni all'azione, additando l'esempio di Trasibulo che poco più di vent'anni prima aveva rovesciato i Trenta Tiranni di Atene partendo da Tebe con pochi uomini. In maniera speculare, Pelopida progettava di riportare a Tebe la democrazia con un'azione che doveva partire dalla città di Atene, dove si trovava in esilio.

## L'attentato ai polemarchi

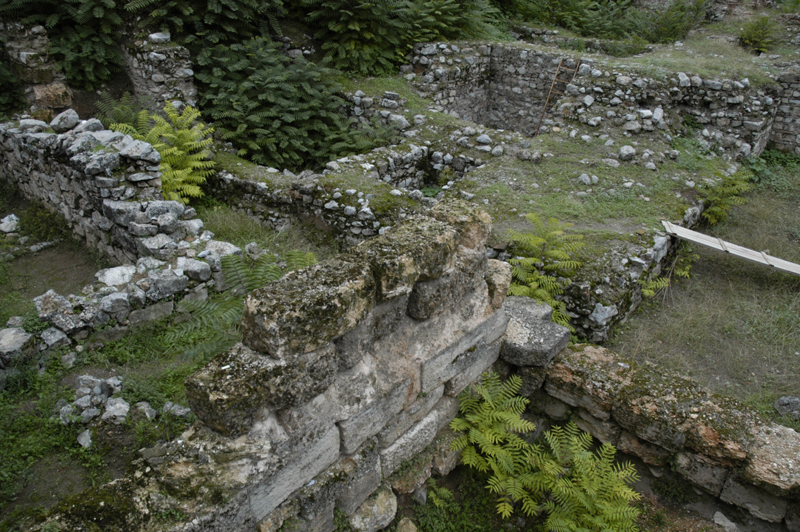
Rovine della Cadmea.

I fuoriusciti tebani fissarono il giorno in cui avrebbero agito, che fu nel dicembre del 379 a.C. o a i primi di gennaio del 378 a.C. e si divisero i compiti. Mentre Ferenico doveva attendere in Attica, a debita distanza, con la maggior parte dei fuoriusciti, Pelopida, Melone, Damoclida, Teompompo ed altri otto esuli si sarebbero travestiti da cacciatori e, accompagnati dai loro cani da caccia, si sarebbero avvicinati alla spicciolata a Tebe, confusi con la popolazione locale, come se fossero appena tornati da una giornata di svago tra le campagne.
Prima di partire, mandarono avanti un messaggero per annunciare a Caronte che stavano per arrivare a casa sua, che era stata scelta come luogo di ritrovo. Plutarco racconta che Ippostenida, uno dei Tebani al corrente della congiura, una volta avvertito da Caronte fu preso da timore e chiese all'amico Clidone di partire per Atene per convincere gli esuli di rimandare il loro proposito. Clidone, però, non riuscendo a trovare le briglie, chiese a sua moglie dove le avesse riposte e, dal battibecco che ne scaturì, la moglie si mise ad inveire contro il marito e a maledire la sua missione ad Atene, tanto che Clidone, avendo perso ormai del tempo prezioso e per di più considerando di cattivo augurio le maledizioni ricevute, rinunciò del tutto al proposito di muoversi da Tebe.
Plutarco racconta che gli esuli entrarono in città in serata a piccoli gruppi sotto una fitta nevicata e a poco a poco si radunarono a casa di Caronte. Nel frattempo, Fillida, il segretario dei polemarchi, che era al corrente della congiura, aveva organizzato una festa per distrarre l'attenzione di Archia e di Filippo da quanto stava per accadere. Quando la festa era in corso, arrivarono dei delatori per avvisare i polemarchi che alcuni degli esuli erano stati riconosciuti tra la folla. Fillida e Caronte, convocati da Archia, non persero però la testa e lo rassicurarono dicendo che si trattava di chiacchiere infondate.
I congiurati ebbero poi un vero e proprio colpo di fortuna perché poco dopo arrivò alla festa un messaggero con una lettera per Archia, scritta da un suo omonimo gran sacerdote, che lo avvisava dell'arrivo di Pelopida e dei suoi compagni ed indicava in modo puntuale i nomi dei Tebani che avrebbero partecipato alla congiura, tra i quali gli stessi Fillida e Caronte. Il messaggero pregò il polemarco di leggere immediatamente il messaggio perché, disse, conteneva informazioni della massima importanza. Archia ripose però la lettera, ancora chiusa, sotto il suo cuscino e disse al messaggero una frase che rimase proverbiale nell'antica Grecia per diversi secoli:
(Plutarco, Pelopida, 10)
Nel frattempo, Caronte e Melone si travestirono da donne e, nascosti dei pugnali sotto le vesti, entrarono nella sala dove si teneva la festa. Fillida, infatti, aveva promesso fin dall'inizio ai polemarchi che aveva invitato delle donne sposate a ravvivare il banchetto. Caronte e Melone, scambiati per le donne che tutti stavano aspettando da tempo, furono accolti da un caloroso applauso e, sfruttando l'effetto-sorpresa e il fatto che i due polemarchi erano ormai ubriachi, estrassero i pugnali ed uccisero Archia e Filippo senza alcuna difficoltà.
Secondo il racconto di Plutarco, Pelopida e suoi compagni, nel frattempo, fecero irruzione nella casa di Leonziade che, da uomo sobrio qual era, non aveva partecipato al banchetto. Nella mischia che ne seguì, Leonziade, dopo aver ucciso Cefisodoro, uno dei congiurati, fu a sua volta sopraffatto dallo stesso Pelopida. Ucciso Leonziade, si scatenò per Tebe una caccia all'uomo per cercare anche Ipate, il principale collaboratore dei tiranni, che fu trovato ed ucciso quella stessa notte.
Plutarco, oltre ad aver descritto dettagliatamente questi eventi nella Vita di Pelopida, ambienta un suo saggio dei Moralia, intitolato Il demone di Socrate a Tebe, proprio nella notte dell'attentato ai polemarchi. In questo scritto, lo storico di Cheronea, per trattare l'argomento filosofico, morale e religioso del "demone" di Socrate (una "voce" della coscienza oppure un segnale divino che indicava al filosofo quale strada prendere nelle varie decisioni della sua vita), immagina che i vari personaggi, reali e fittizi, che erano legati al colpo di Stato del 379/378 a.C., ne discutano fra loro mentre sono in attesa in casa di Caronte dell'arrivo imminente di Pelopida e degli altri fuoriusciti.

## Restaurazione democratica
La mattina dopo l'attentato ai polemarchi, il resto degli esuli, guidati da Ferenico, rientrarono in città, dove Pelopida, Melone e Caronte furono immediatamente eletti beotarchi ed iniziarono l'assedio della Cadmea anche con l'aiuto di Epaminonda.
La guarnigione spartana, spaventata dalle grida, dagli incendi e dagli attacchi che provenivano da ogni parte, si arrese quasi subito in cambio del salvacondotto per tornare in madrepatria. Mentre i soldati lacedemoni si dirigevano verso la loro città, incontrarono per strada i rinforzi guidati dal re Cleombroto I, subentrato ad Agesipoli I, che stavano arrivando a Tebe per dar loro man forte nella difesa della Cadmea.
Per questo repentino abbandono della rocca tebana, gli ufficiali al comando della guarnigione furono processati e condannati: Erippida (o Ermippida) e Arceso furono condannati a morte mentre Lisanorida se la cavò con una multa ingente che commutò con l'esilio volontario.
Gli Spartani reagirono allo smacco della perdita della Cadmea entrando in conflitto con Tebe nella cosiddetta guerra beotica.